# よしもとRadio バリカタ!!
『よしもとRadio バリカタ!!』（よしもとレディオバリカタ）は、2012年10月9日から2020年9月24日までRKB毎日放送（RKBラジオ）で放送されていた若者向けバラエティ番組。なお、番組名はよしもとと吉本の表記が混在している。

## 番組概要
その名の通り、よしもとクリエイティブ・エージェンシー福岡支社（以下「福岡よしもと」と表記）所属のお笑い芸人がメインの番組となっている。2016年春の改編より週2日の放送となり、内容もリニューアルされた。
2017年秋の改編より日曜日の録音番組に移行、モーニング娘。元メンバーの中澤裕子を迎え、アイドル情報番組として再リニューアル。これによりスマッシュ!!11以来続いたRKB制作平日夜のワイド番組の歴史に一度幕を閉じることになった。2019年春に木曜日に移行後、2020年9月24日に最終回を迎えたが、いつか番組を復活させたいというメガモッツの思いもあり、番組の名前を引き継ぐ「バリカタだJ」というYouTubeチャンネルが開設されている。

## 放送時間
- 木曜日 23:00 - 24:00（JST。2019年4月4日〜2020年9月24日）

### 過去の放送時間
- 火曜日 20:00 - 21:30（JST。2012年10月9日〜2013年3月26日）
- 火曜日 22:00 - 23:50 (JST。2013年4月2日〜2016年3月22日）
- 火曜日・水曜日 22:00 - 23:50（JST。2016年3月29日〜2017年9月29日）
- 日曜日 23:00 - 24:00（JST。2017年10月8日〜2019年3月31日）

## パーソナリティ
- メガモッツ（福岡よしもと所属のお笑い芸人、放送開始～）
- 中澤裕子（アップフロントクリエイト所属のタレント、歌手。2017年10月8日 - ）

### 過去のパーソナリティ
- レモンティー (福岡よしもと所属のお笑い芸人、放送開始 - 2016年3月15日）
- メタルラック（同上、2016年3月30日 - 2017年9月27日[5]）
- 山口玲香（フリーランスのローカルタレント、放送開始 - 2017年9月27日）

### 各パーソナリティーの担当回
- 放送開始から2016年3月までレモンティーとメガモッツが原則として週替わり、山口玲香が毎週出演
- 2016年4月から2017年9月まで火曜日にメガモッツと山口、水曜日にメタルラックと山口が出演
- 2017年10月からすべての回にメガモッツと中澤が出演

## コーナー

### 現在放送中のコーナー
- バリカタ・アイドル図鑑! - 毎週さまざな女性アイドルグループを取り上げトークをするコーナー。
- S☆UTHERN CROSSのおじゃったもんせ どんどん鹿児島!…S☆UTHERN CROSSメンバーが鹿児島県の魅力についてトークをするコーナー。2018年度より月1回放送。
- 11時だJ - メガモッツ池内祐介が、ジャニーズ事務所所属アイドルに関する話題を紹介するコーナー。
  - タイトルは8時だJのパロディ。2016年3月までのコーナー名は「ジャニヲタイム!」で、当初はRKBラジオで当番組終了後[6]に放送されている「レコメン!」へのつなぎ企画という位置づけだった[7]。
- 投稿コーナー - 不定期コーナー。詳細は後述。
- 中澤裕子さんに聞いてみたいこと - 2019年4月より。中澤に対する質問を募集し、彼女が答えるというコーナー。

### 過去に放送したコーナー
- MCのバリカタ - 出演者が自分の好きなことについてトークをするコーナー。
- スタジオに生一丁! - 福岡以外の地域で活動する吉本興業所属の芸人をはじめとした、大物ゲストが電話で出演するコーナー。
- メガレモン交換日誌 - 原則として同時に出演しないレモンティーとメガモッツの間で交わされる交換日誌。むちゃぶりに使われることが多かった。
  - 2013年3月19日の放送では、レモンティー阿部哲陽がむちゃぶりで米良美一「もののけ姫」を歌唱させられ、そのあまりの音痴っぷりにゲストのチーモンチョーチュウを見事に抱腹絶倒させた[8]。
- ツレ連れなる者 - 出演者が親しい関係にある人物（必ずしも芸能人であるとは限らない）を連れて来るコーナー。
- 三人の菩薩 - 出演者が悩み相談に対しまじめな解決策を示すコーナー。
- お悩みクリーニング - 出演者が悩みにふんわりとした解決策を示すコーナー。
- トーク1GP - あるテーマのもとに出演者がトークをし、誰が1番面白かったか決めるコーナー。
- 福岡アイドル図鑑 - アイドル好きのメガモッツ中川どっぺるが、福岡県内で活動するローカルアイドルを紹介するコーナー。後に「ロコどっぺる」（「ロコドル」と「どっぺる」の駄洒落）へと改名。
- 夜食の会 - 「AとBを同時に食べるとCの味がする」といった食べ合わせを紹介するコーナー。
  - 2013年8月27日の放送には壽老麻衣が飛び入り出演し、ソースをかけたプリンを試食した(豚カツの味になるという投稿を受けたもの)。なお、これが彼女のアナウンサー人生における初の「食レポ」である[9]。
- 腹筋カラオケ - 山口が腹筋運動をしながらリクエスト曲を歌唱し、その艶っぽい声を楽しむコーナー。
  - 2013年6月4日の放送では、ゲストのQunQunメンバー大野香澄が腹筋カラオケを行った[10]。
- ボーダーライン認定委員会 - 世の中の様々なことのボーダーラインを決めるコーナー。
- コレば聞きんしゃい! - 出演者が好きなミュージシャンの曲を紹介するコーナー。
- 福岡よしもと-1グランプリ･ - 福岡よしもと所属のお笑い芸人がネタを披露するコーナー。そのネタを面白いと感じたリスナーからメールを募集し、それが一定数以上に達すると勝ち抜きとなり、3週連続で勝ち抜くと、ご褒美として番組内で1回自分たちのコーナーを放送することができる。
  - 2014年2月18日の当コーナーにおいて、どんぴしゃの森本のりひさが（相方の赤峯康一ではなく）妻とともに出演して漫才を披露。その後森本夫妻は3回連続で見事勝ち抜いたため、同年4月1日の放送ではご褒美として夫婦による人生相談コーナーを行った[11]。
- バリカタ・フリースタイル! - 若者に向けたコンテンツを週替わりで紹介するコーナー。
  - 「福岡アイドル図鑑」(→「ロコどっぺる」)、「コレば聞きんしゃい!」など過去に放送したコーナーがこのコーナーのコンテンツとして不定期に復活することがある。
- バリカタフラッシュ! - 出演者が気になるニュースを紹介するコーナー。
  - ジャニーズ事務所以外に所属するゲストが出演する際は、原則としてこの枠が使われていた。
- Z 級シネマタワー! - 水曜のみ。ノナカが「B級映画以下」のマニアックな映画を取り上げトークをするコーナー。
- タカシと素敵な彼女たち! - 「タカシ君」（美意識の友人とされる人物）の残念な恋愛経験を紹介するコーナー。
- バリカタTRIBEプロジェクト（仮） - 水曜のみ。美意識が歌手デビュー、ひいては日本武道館公演を目指すコーナー。
  - のちに家村誠らを加えてメタルラックの単独ライブで披露する楽曲を制作するコーナー「ビューティーズ」へと発展。
- スクーラー・オブ・ラック!（仮） - 水曜のみ。リスナーが学校であった出来事をノナカ扮する「のーなか校長」と美意識扮する「たかしざわ教頭」に教えてあげるコーナー。
  - タイトルは裏番組（福岡県ではエフエム福岡でネットされている）である「SCHOOL OF LOCK!」のパロディ。
- VSタカシ - 水曜のみ。リスナーが美意識となぞなぞで対決するコーナー。美意識が正解できなければ出題者にQUOカードが贈呈されるが、もし美意識が正解した場合は出題者のラジオネームを美意識が自由に変えることができる。タイトルは「VS嵐」のパロディ。
- バリスポ! - 水曜のみ。ノナカが最近あったスポーツの話題を紹介し、それについてトークをするコーナー。
- バリカタ相談室! - 水曜のみ。美意識がリスナーからの悩みにこたえるコーナー。
- いるいるコレクション! - 水曜のみ。個性的な友人をリスナーから紹介してもらうコーナー。
- どっちだJ - 火曜のみ。メガモッツの2人があるテーマにもとづいて選んだジャニーズ事務所所属アイドルの楽曲を紹介し、ツイッターの投票機能を用いてどちらを放送するか決めるコーナー。
- バリレコ! - 水曜のみ。番組がレコメンドしたいミュージシャンなどを紹介するコーナー。
- くだLINE - 水曜のみ。誰かに言いたいくだらないメッセージを募集するコーナー。
- バリカタイムス! - 水曜のみ。メタルラックのノッポノナカが最近あった時事問題について取り上げトークをするコーナー。
- モテザップ! - 水曜のみ。メタルラックの美意識タカシがモテるためのメソッドをリスナーと一緒に考えるコーナー。タイトルはRIZAPから。
- GIRLS☆PUNCH - フロート番組。2019年4月からは独立番組となった。

## 投稿コーナー
開始から2017年9月までは、各放送回ごとに、下に記すものの中から1つ～2つが放送されていた。お題は前週のエンディングまたは公式Twitterアカウントで発表。

2016年春まではおおむね3か月単位でポイントレースが実施されており、対象期間中に最も多くのグランプリ（その日に最も面白かったネタを投稿した者に贈られる）を獲得したリスナーには番組のオリジナルグッズが贈呈されている。出演者が自ら制作したTシャツ、池内の妻がサインをしたサウザンドサニー号のフィギュア、ももピッ!の公式ノベルティグッズなど、その内容は毎回異なる。なお、サウザンドサニー号のフィギュアは、バリカタ火曜日最終回（2017年9月26日）のプレゼントにあてられる予定との告知がなされた。
	
2016年春よりルールが変更され、グランプリを5度獲得したリスナーに番組オリジナルグッズがプレゼントされることになった。ただし、火曜日と水曜日の獲得回数は合算されず、それぞれの曜日で5度グランプリとなる必要がある。
2016年度は火曜日・水曜日ともに放送されていたが、2017年度には水曜日の放送がなくなった。
2017年10月の改編以降は、好評につき「オールナイト・バッコ―!」のみが残り、不定期放送されている。

### 現在
- バッコー池内のオールナイト・バッコー!…池内扮する架空のラジオパーソナリティーであり、愛の伝道師・エロマスター・セクシャルバイオレットNo.1などの肩書きを持つ「バッコ―池内」が、リスナーから募集した下ネタのエロさを判定するコーナー。
  - タイトルはオールナイトニッポン(福岡県ではRKBのライバル局であるKBCラジオによってネットされている)のパロディであり、コーナーのタイトルコール時にはBGMとして同番組のテーマ曲でもあるBITTERSWEET SAMBAが使用されている。

### 過去
- バリカタ大喜利 - 標準的な難易度のお題による大喜利のコーナー。
- バリカタあるある - 標準的な難易度のあるあるネタのコーナー。
- 歌詞作ってみた! - お題となる曲の替え歌を募集するコーナー。投稿されたネタは出演者自らが歌唱して紹介する。
  - 2013年12月10日におけるこのコーナーの初回放送において、森山直太朗「さくら」の替え歌として、山口が今宿駅で全裸になるというネタが紹介されたが、この日以降、彼女が福岡県内をはじめとする九州各地で全裸になるというネタがこのコーナーに多数投稿されるようになった。山口も当初はこの件について「ほんとひどい!軽いセクハラ!」と発言していたが、毎回のように自身をネタにしてくれることに対してしだいに感謝の意を表すようになっている[13]。
- 空想あるある - リスナーのほとんどが経験していないであろう状況でのあるあるネタを募集するコーナー。
- モテない川柳 - モテない男性に特有の感情を川柳に詠むコーナー。
- レイッタ―・レイカのどうでもいいつぶやき - 山口がTwitterでつぶやきそうな文章を募集するコーナー。
- チュウボーですよ! - いかにも中学生がしそうな発言、行動などを募集し、そのリアルさをノナカが判定するコーナー。
  - タイトルはチューボーですよ!のパロディ。
  - このコーナーから、中学生が日記に書きそうな文章を募集する「ノナ中学生日記」が派生した。
- 名言JAPAN!! - 普通のことを名言のように言うコーナー。タイトルコールはV6「MADE IN JAPAN」の替え歌。
- こんな○○は嫌だ! - 天才・たけしの元気が出るテレビ!!のコーナーや鉄拳の持ちネタなどと同様、○○にあたる人物や物事をいじり倒すコーナー。
- ヲタク大喜利 - アイドルグループに関連したお題による大喜利のコーナー。投稿者はラジオネームに自分の好きなアイドルグループやミュージシャンの名前を添えて送ると、グランプリを獲得した場合に楽曲が番組エンディングにOAされるシステムになっている（ただし楽曲は指定できない）。
- バリカタ博多にわか - リスナーオリジナルの博多にわかを創作するコーナー。
  - このコーナーでレモンティーのヤマドゥは近代博多にわかの祖を自称していた。
  - 2013年4月30日の当コーナーにおいて、レモンティーと山口も自身の創作した博多にわかを披露したが、山口の作品は落ちが「HKTは同じくアルファベット頭字語のGWに親近感を抱く」という、博多にわかの何たるかを全く理解していないものであり、レモンティーやリスナーを驚愕させた。この件は番組内でしばらくネタにされ続けた[14]。
- ○○のトリセツ - いろいろなものの取扱説明書を作るコーナー。
- DJどっぺるの妄想シングル…実在しないJ-POPの曲とその曲紹介を考えるコーナー。ネタは中川がFMラジオの音楽番組風に読み上げていた。
- 1億分の1アンケート…日本人で1人しか該当しないであろうことを考えるコーナー。
  - タイトルは森田一義アワー 笑っていいとも!のコーナーである100分の1アンケートに由来。
- 聖☆ヤマドゥ学園 - レモンティーらが教員を務める架空の学校について、校則や授業内容などを募集するコーナー。
- どうでもEメール - 人に話すまでもない内容のEメールを送ってもらうコーナー。優秀な作品は番組内におけるジングルとして採用される。
- モンドゥ・セレクション - あるテーマに沿って募集したものをヤマドゥが品評するコーナー。
  - タイトルはモンドセレクションに由来。
- ムズE大喜利 - 難しいお題による大喜利のコーナー。
- 美意識コレクション - 美意識が美しいと思う発言・行動・思想などを募集するコーナー。
- タカシをレスキュー! - ポンコツ芸人である美意識でも使えそうなギャグや豆知識などを、リスナーが教えてあげるコーナー。
  - このコーナーでグランプリを獲得したリスナーには、美意識タカシグッズが贈られる。
- ノッポ選手名鑑 - ノナカが監督を務める架空のプロスポーツチームに属する選手を考えて送るコーナー。
- 妄想ドリーマー! - リスナーが普段している妄想を文章にして送ってもらうコーナー。

## メッセージ
番組では投稿コーナーへのネタ以外にも、毎週テーマを設けてEメールでのメッセージを受け付けているが、メガモッツ出演回においては中川が「攻めた」メールテーマを設ける傾向がある。例として、「好きなフィット感」（2014年6月17日）「マイフェバリット鈴木」（同年9月23日）等。
- 2017年よりまだ携帯電話を所有していないであろう年代のリスナーに対応するため、FAX・郵便でのメッセージ受付も開始した。
- 2015年2月24日の放送において「池内が小倉の街をきれいな女性と歩いていた」という目撃情報がリスナーから寄せられた際、これに便乗した中川が池内の「目撃情報」をリスナーより募集。「池内が天ヶ瀬温泉で若い女性と家族風呂に入っていくのを見た」といった、池内が妻以外の女性に浮気あるいは不倫をしているのではないかと疑わせる「目撃情報」が多数番組に送られた。以降、番組内において彼の浮気キャラが確立されており、「浮気の神様」「ウワキング」などの呼ばれ方をされている。なお、このとき実際に彼と一緒にいた女性は福岡よしもとの社員であり、池内自身は浮気を否定している[17]。

2017年10月の改編以降はメールテーマを設けることはなくなったが、各コーナー宛及びフリーのメッセージは引き続き募集している。

## 番組の特徴
当番組はそもそもお笑い芸人によるバラエティ番組として開始した番組であるものの、メガモッツの2人がジャニーズファンであることなどから、2017年秋のリニューアル前からアイドル情報番組としての性格も有するようになっていた。
- 前述の「ジャニヲタイム!」「11時だJ」のコーナーでは、ジャニーズWEST、関ジャニ∞を中心にジャニーズ事務所関連の情報を発信しているほか、ジャニーズファンリスナー(あるいは池内自身)からのライブレポートなども紹介している。2015年4月21日の放送では、関西ジャニーズJr.の古謝那伊留に当番組の存在が認知されていることがリスナーからのメールにより発覚した[18]。
- 2015年11月17日には、山口が関ジャニ∞の村上信五・渋谷すばるにインタビューした模様が紹介された。この中で、池内は「関ジャニ∞の元気が出るCD!!福岡応援隊長」に任命されている[19]。
- 2016年7月5日の放送では特別企画「ジャニーズソング放送選挙」を実施。これは関ジャニ∞の安田章大が作曲した楽曲の中から、池内が好きな4曲をセレクトし、そのうち一番人気のあるものをOAするというもの。番組公式twitterアカウントにおける投票の結果、Dye D?が1位に選ばれた[20]。この試みは後に前述の「どっちだJ」としてコーナー化された。
- また、同年8月16日には8月14日のSMAP解散発表を受けて、急遽「これば聴きんしゃい！SMAP SP」を放送。通常2～3曲しか楽曲をかけない当番組において、出演者が選んだSMAPの楽曲を当時の思い出話なども交えつつ全部で12曲放送した[21]。
  - その後、2017年7月25日には「KinKi Kidsの結成20周年を勝手に祝う」という目的で同種の企画が実施され、KinKi Kidsの楽曲を全12曲放送した[22]。
- 2016年10月4日には新婚旅行で不在の山口に代わり芸能リポーターの駒井千佳子がゲスト出演し、裏話などを紹介した[23]。その後も駒井は不定期で電話出演している。
- 録音番組化後の2018年4月22日には渋谷すばるの関ジャニ∞脱退発表を受けて関ジャニ∞特集が組まれ、渋谷ファンの池内が選曲した楽曲のほか、前述の駒井からのリポートなどを放送。番組中に池内が涙する場面もあった[24]。
- 2019年10月5日の放送では、ジャニーズWESTの桐山照史・神山智洋・藤井流星をゲストに迎えて池内らとトークを行った。ジャニーズメンバーがコメントではなくスタジオ出演をするのは番組史上初[25]。

一方で、「福岡アイドル図鑑」「バリカタ・フリースタイル!」等のコーナーでは女性アイドルグループを取り上げることも多く、また特集企画が組まれることもある。
- 2015年3月17日の放送で、ヤマドゥが最近でんぱ組.incのことを気になっていると発言し、メンバーの最上もがに関する情報をリスナーより募集した。この日以降のレモンティー出演回において、彼女たちの曲が最低1曲必ず放送されるようになったほか、同年6月9日には「でんぱ組.incば聞きんしゃい!!」と称して彼女たちを特集する企画が組まれ、メンバーの成瀬瑛美がコメント出演を果たしている[26]。
- また2016年6月21日の放送は「AKB48選抜総選挙振り返りスペシャル」と題し、HKT48の兒玉遥と穴井千尋がゲスト出演。番組スタッフが同じHKT48のももち浜女学院の生放送バージョンのような雰囲気で番組は進行した。同年6月18日に開票イベントが行われたAKB48 45thシングル選抜総選挙や、穴井の卒業発表に関するトークをしたり、リスナーへの生電話をつないだりした[27]。
  - この企画は翌2017年6月17日に開票イベントが行われたAKB48 49thシングル選抜総選挙の際も実施され、6月13日には松岡菜摘と神志那結衣、またイベント終了後の6月20日には「振り返りSP」として本村碧唯と坂口理子が出演した[28]。
- 2020年9月3日の放送では、同年4月にRKBへ入社したばかりのアナウンサー・本田奈也花が"RKBイチのハロヲタ"として出演。ファンになったきっかけや魅力などをかたったほか、ラジオであるにもかかわらず「LOVEペディア」のダンス完コピを披露した[29][30]。

その一方で、夜の番組ということもあって下ネタを出演者が発することもある。特に池内が下ネタを口にすることが多く、「快楽天様の降臨」（成人向け漫画雑誌の「COMIC快楽天」にちなむ）と呼ばれている。このとき、「ピコーン!」という効果音が入る。特に前述の「腹筋カラオケ」コーナーや、「夜食の会」コーナー（山口の咀嚼音が色っぽいという理由）では、「快楽天様の降臨」が頻繁に起きていた。「オールナイト・バッコー!」開始後は、快楽天に変わりバッコ―池内が降臨するようになっている。
なお、かつてジャニーズ事務所所属者の出演する番組はradikoタイムフリー・エリアフリーで聴くことができないという措置が取られており、当番組でもコメント等の配信停止がたびたびなされていたが、2018年4月1日放送分より聴取可能になった。

## 特別企画・その他
- 2013年6月25日の放送は本来レモンティーと山口の3人が出演する予定だったが、ヤマドゥが月曜日と勘違いして遅刻、代役として中川が呼ばれて出演。放送開始から約20分後にヤマドゥがRKB放送会館に到着し、以降は4人で放送した[32]。
- 2013年12月31日の放送は、「バリカタ!!! 大晦日年越しSP いつ聴くの?今でしょ!じぇじぇじぇ!倍返しでおもてなしスペシャル」と題して、21時58分から翌2014年1月1日未明1時までに放送時間を拡大。メガモッツと山口が出演し、通常コーナーのほかに2013年を振り返ったり新年の抱負を述べたりする特別企画や、スナッピーによる太宰府天満宮リポートなどを行った。また、レモンティーは番組途中にグリーンランドから電話で登場した[33]。
- 2016年5月3日の放送中、山口が一般男性と入籍したことを発表。これを受けて急きょ「レイカスタイル入籍発表!祝!人妻記念スペシャル!」と銘打って、リスナーからのお祝いメッセージを募集することになった[34]。
- 2016年11月30日の放送で、美意識が「HIKAKINのような大物YouTuberになりたい」と発言したのを受けて、YouTube向けの特別動画が撮影された。内容はクリスマスを前にぎわう警固公園を舞台に、美意識が通行人の女性からビンタをしてもらうというもので、吉本興業の公式チャンネルにおいて公開されている[35][36]。
- 2016年12月13日、本番前の打ち合わせをLINE LIVEにより配信[37]。
- 2016年12月31日22時より翌2017年1月1日未明1時まで、当番組とハイタッチ!がコラボした特別番組「年またぎスペシャル　真夜中の決戦はバリタッチ！」を放送。バリカタからはメガモッツと山口玲香、ハイタッチ!からは山口たかしと中島綾菜が出演し、両番組が「2017年の新年第一声」をかけて年が変わる午前0時まで対決を行った。敗れたチームは午前0時をもってスタジオを退出し、勝ったチームが残り1時間の放送を担当する[38]。
- 前述の通り当番組は放送開始から2017年9月まで生放送番組であったが、例外的に同年1月3日の放送のみ事前録音となり、前週（2016年12月27日）の生放送終了後（すなわち28日未明）に収録が行われた。この日のメッセージテーマは「2017年お正月の思い出」で、当然ながら収録時点では2017年の正月はまだ到来していないのであるが、その時期に起こりそうなことを予想した上で、さもそれが過去の出来事であるかのように語られたメッセージを投稿する、という主旨であった[39]。
- 2017年7月5日の放送は、平成29年7月九州北部豪雨による報道特別番組のため休止となった[40]。
- 2017年8月1日の放送はRKBエキサイトホークスが大幅に延長したため僅か10分間（23時40分から23時50分まで）の短縮放送となり、レギュラーコーナーのほか、予定されていた藤田恵名のゲスト出演が翌週に持ち越しとなった[41]。翌週の8月8日の放送も70分間(22時40分から23時50分まで)の短縮放送になり、「オールナイト・バッコ―!」は2週連続で休止[42]。2017年8月15日の放送で火曜としては2週ぶりに22時00分からの通常放送となったが、開始1分30秒で話す内容が尽きてしまった。ちなみに8月15日の番組冒頭でWikipediaの本項が番組内で紹介され、「早くも(短縮放送の件が)記事にされている」と軽くはしゃいでいた。
- 2017年9月19日の放送では、翌10月の改編で放送日時が移動、ならびに山口が降板するのに合わせ、「火曜バリカタの思い出」というテーマでメッセージを募集、さらにwikipediaの本項を読みながら山口との思い出を振り返る企画が実施された[43]。
- 2017年12月31日23時から翌2018年1月1日未明3時まで、「年またぎスペシャルよしもとRadio バリカタ!!勝手にやらせていただきます!」を放送。2017年10月の改編以降では初となる生放送である。当日はジャニーズソングをはじめとしたアイドル曲のリクエストをかける企画が行われ、ジャニーズWESTの神山智洋・中間淳太からのコメントも放送された。また、中継レポーターとしてメタルラックも出演し、除夜の鐘レポートや太宰府天満宮からの中継、同年末をもって閉園するスペースワールドからの中継も行った[44][45][46][47]。
- 2018年12月31日22時から翌2019年1月1日未明3時まで、「平成最後の年またぎ!バリカタ!!!勝手にやらせて頂きます!」を放送。前年の年越し特番以来1年ぶりの生放送である[48]。22時から0時まではジャニーズ情報、0時から3時までは女性アイドル情報を中心に構成した[49]。また「アナタが平成最後の年越しに聴きたいジャニーズソング、アイドルソング」のリクエスト企画のほか、生放送時代の投稿コーナーである「歌詞作ってみた」も行われた[50][51]。
- 2019年3月3日の放送では「S☆UTHERN CROSSのおじゃったもんせ どんどん鹿児島」の番外編企画として、S☆UTHERN CROSSメンバーがメガモッツと中澤を鹿児島の観光地などに案内する様子がOAされた[52]。
- 2020年9月10日の放送はRKBエキサイトホークスが大幅に延長したため、23時30分の「11時だJ」からの放送となった[53]。
- 最終回となった2020年9月24日の放送では、ハロー!プロジェクトから譜久村聖・竹内朱莉・金澤朋子、ジャニーズWESTからは藤井流星・神山智洋からねぎらいのコメントがOAされた[54]。

## イベント
- 2016年6月17日に天神ビブレホールにおいて「よしもとRadioバリカタ!!ライブ ～天神夏の陣～」が開かれた。内容はメタルラックを含む福岡よしもとの若手芸人がトークバトルを行い、優勝者は同年6月22日の放送にメタルラックに代わって出演できるというもの(その間メタルラックは副調整室から出ることはできない)。メタルラック以外にだんごばーな、スリーナイン、マサル、スクラップス、にわか、ぶんぶん丸、グラスプ、かねもん（フーシャオ飯店）が番組出演権に挑戦したが、結果的にメタルラックが優勝したため、パーソナリティーの交代は行われなかった[55][56]。
- さらに同年10月13日には同じく天神ビブレホールにて「よしもとRadioバリカタ!!ライブ ～ラジオ祭り秋の陣　前哨戦～」が開かれた。「夏の陣」との違いは、トークバトルではなくネタで勝負すること、メタルラックは当日は司会を担当し、優勝者と10月15日の「RKBラジオ祭り」会場にて最終決戦を行うこと、の2つである。出演者した若手お笑い芸人はスリーナイン、ぶんぶん丸、にわか、スクラップス、アトム、エッグボール、バンカーショット、だんごばーな。13日のイベントではスリーナインが勝ち抜き、15日の最終決戦に駒を進めたが、今回もメタルラックが勝利したためパーソナリティー交代は行われなかった[57][58][59]。
- 2017年9月3日には宗像・沖ノ島と関連遺産群の世界文化遺産登録を記念して、「GIRLS☆PUNCH ばってん少女隊のばってんラジオたいっ!」と当番組による公開録音イベントが宗像ユリックスで実施された[60]。出演はばってん少女隊、メガモッツ、山口。